# Marcos Gelabert
Marcos Agustín Gelabert (General Pico, provincia de La Pampa, Argentina; 16 de septiembre de 1981) es un  exfutbolista y dirigente deportivo argentino. Jugaba de mediocampista y su último club fue Club Atlético Costa Brava que disputa la Liga Pampeana de Fútbol de Argentina. Actualmente se desempeña como mánager de dicho club. 

## Trayectoria
Marcos Gelabert, nació el 16 de septiembre de 1981 en Parque Patricios; su familia se muda a La Pampa desde Pehuajó, provincia de Buenos Aires, debido a unas devastadoras inundaciones. Marcos Gelabert es convocado  por Estudiantes de La Plata a los 13 años, y en General Pico hizo sus inferiores en el Club Atlético y Cultural Argentino y también en Sportivo Independiente.
Marcos Gelabert, centrocampista que puede actuar por ambas bandas o por el centro del campo, empezó su carrera profesional en 2001 en el Club Estudiantes de La Plata con Néstor Craviotto como director técnico. En esta etapa llegó a jugar más de 100 partidos con su club.
En 2006 se marchó a Suiza para jugar con el FC St. Gallen, equipo que tuvo que realizar un desembolso económico de 580.000 euros para poder hacerse con sus servicios.
El 16 de junio de 2008 firmó un contrato con el FC Basel, que tuvo que pagar 400.000 euros por él. Debutó el 18 de julio en la victoria de su equipo por 2 a 1 ante BSC Young Boys. Con este equipo se proclamó campeón de la Uhrencup en 2008 y de la Super Liga Suiza 2008/09. También disputó la UEFA Champions League donde compartió grupo con Barcelona, Sporting de Lisboa y Shakhtar Donetsk. En esta competición disputó tres de los seis partidos de la fase de grupos, ya que el conjunto suizo quedó eliminado en esta instancia. Además jugó la Europa League 2009/10, donde integró el grupo E junto a Roma, Fulham y CSKA Sofía. El FC Basel no logró clasificarse a los octavos de final, quedando a dos puntos del equipo inglés, que quedó en segundo lugar. Marcos logró disputar tres partidos y marcó un gol en la victoria 3 a 1 frente al conjunto de Bulgaria, jugado en Basilea.
Para la temporada 2010/11, Gelabert fue transferido al Neuchâtel Xamax FC, con el que disputaría una temporada y media hasta que el equipo fue expulsado de la Liga Suiza durante la temporada 2011/12.
El 19 de julio de 2012, tras quedar con el pase en su poder, firmó con Estudiantes de La Plata. Tras una temporada en el Pincharrata, el 16 de julio de 2013 firmó para el Club Atlético Tigre, poniéndose a las órdenes de Diego Cagna, quien lo dirigió en su último paso por Estudiantes.
El 27 de julio de 2014, debutando con la camiseta de San Martín de San Juan en un encuentro por la copa argentina 2014 contra Racing, le hace un caño doble a Nicolás Sánchez.
El 6 de enero de 2022, Ferro Carril Oeste de General Pico, anuncia la contratación de Gelabert, y con ello la vuelta a la ciudad del futbolista, para jugar en sus filas el Torneo Federal A 2022.

## Clubes

### Como jugador
| Club                               | País          | Año           | PJ  | Goles | Prom. |
| ---------------------------------- | ------------- | ------------- | --- | ----- | ----- |
| Cultural Argentino de General Pico | Argentina     | Inferiores    | 0   | 0     | 0     |
| Estudiantes de La Plata            | Argentina     | 2001-2006     | 103 | 6     | 0,06  |
| FC St. Gallen                      | Suiza         | 2006-2008     | 60  | 1     | 0,02  |
| FC Basilea                         | Suiza         | 2008-2010     | 62  | 8     | 0,13  |
| Neuchâtel Xamax                    | Suiza         | 2010-2011     | 29  | 2     | 0,07  |
| Estudiantes de La Plata            | Argentina     | 2012-2013     | 28  | 1     | 0,04  |
| Tigre                              | Argentina     | 2013          | 14  | 0     | 0,00  |
| San Martín de San Juan             | Argentina     | 2014-2019     | 142 | 10    | 0,07  |
| Gimnasia de Mendoza                | Argentina     | 2019-2021     | 33  | 1     | 0,03  |
| Ferro de General Pico)             | Argentina     | 2022          | 17  | 9     | 1,8   |
| Costa Brava de General Pico        | Argentina     | 2023          | 21  | 0     | 0,0   |
| Total carrera                      | Total carrera | Total carrera | 471 | 29    | 0,07  |

### Como mánager
| Club        | País      | Año   | Cargo   |
| ----------- | --------- | ----- | ------- |
| Costa Brava | Argentina | 2024- | Mánager |

## Palmarés

### Títulos nacionales
| Título             | Club       | País  | Año     |
| ------------------ | ---------- | ----- | ------- |
| Superliga de Suiza | FC Basilea | Suiza | 2009-10 |
| Copa Suiza         | FC Basilea | Suiza | 2009-10 |

#### Otros logros
| |
| - Ascenso a la Primera División de Argentina con San Martín de San Juan en la Primera B Nacional 2014. |